# Cuscuta papillosa
Cuscuta papillosa là một loài thực vật có hoa trong họ Bìm bìm. Loài này được (Engelm.) H. Lindb. mô tả khoa học đầu tiên năm 1932.